# Хубавата мексиканка
„Хубавата мексиканка“ (на испански: María Bonita) е колумбийска теленовела от 1995 г. по идея на Давид Санчес Жулиао.

## Актьорски състав
- Адела Нориега – Мария
- Фернандо Аленде – Хосе Сантос/Дамар Сантойо
- Мария Еухения Давила – Мага
- Хулио Сесар Луна – Аугусто Сантана
- Флора Мартинес – Имелда Сантос
- Сесар Мора – Хасинто Барба
- Хуан Пабло Шук – Родриго Сантос
- Маргалида Кастро – Либия Сантос
- Робинсон Диас – Карлос Сантос
- Кармен Марина Торес – Тоня
- Диана Анхел – Трансито Осорио

## В България
В България теленовелата е излъчена през 1997 г. по „Евроком“, а повторенията са излъчвани по Нова телевизия. Българския дублаж е записан в студио „Спектър“ и в него участват Нели Топалова, Силвия Русинова, Илиян Пенев и други. Преводачи са Габриела Кожухарова и А. Томова.